# Балестр, Жан-Мари
Жан-Мари́ Бале́стр (фр. Jean-Marie Balestre, 9 апреля 1921 — 27 марта 2008) — президент Международной федерации автоспорта (FISA) (1979—1991), Международной автомобильной федерации (FIA) (1986—1993) и Французской федерации автоспорта (FFSA) (1973—1996).

## Биография
На чьей стороне участвовал Балестр во Второй мировой войне точно неизвестно. Есть сведения как о его близости к французским коллаборационистам, так и о участии в Движении Сопротивления. Однако несмотря на это Балестр в 1968 году за службу Франции в годы войны был награждён Орденом почётного легиона.
После войны Балестр вместе с Робертом Херсантом создал успешный автомобильный журнал, названный L’Auto-Journal.
В 1950 году он стал членом Французской федерации автоспорта (FFSA). В 1961 году стал 1-м президентом Международной комиссии FIA по картингу. В 1973 году он был избран президентом FFSA, а в 1978 году — президентом Международной спортивной комиссии FIA, которая была преобразована в Международную федерацию автоспорта (FISA).
Балестр явился одной из причин и сам был вовлечён в конфликт FISA и FOCA — борьбу за финансы и контроль над Чемпионатом мира Формулы-1 в 1980—1982 годах. Балестр и его оппонент — президент Ассоциации конструкторов Формулы-1 (FOCA) Берни Экклстоун в итоге пришли к компромиссу при посредничестве руководителя Scuderia Ferrari Энцо Феррари, после чего в ведении FISA остались только спортивные и технические вопросы, а коммерческие перешли к FOCA.
На Гран-при Великобритании 1989 года Балестр едва не был сбит болидом Николы Ларини, когда перебегал через стартовую прямую «Сильверстоуна» вскоре после старта гонки.
Он, как часто утверждалось в прессе,[какой?] выходя за рамки своих служебных полномочий, принимал сторону своего соотечественника Алена Проста в его противостоянии с Айртоном Сенной. Когда на Гран-при Японии 1989 года Прост и Сенна столкнулись, после чего бразилец победил в гонке, Айртона дисквалифицировали. Чемпионом стал Прост. На следующий год в «Судзуке» ситуация повторилась. Однако на этот раз Сенна не был дисквалифицирован и стал чемпионом мира.
В 1991 и 1993 годах Балестр проиграл выборы президента FISA и FIA Максу Мосли. Вскоре FISA была упразднена и Формула-1 перешла в непосредственное ведение FIA.
Балестр получил прозвище «мистер безопасность», поскольку он сделал очень многое, чтобы автогонки стали безопаснее: в частности ввёл обязательные краш-тесты и боролся за запрет турбомоторов в Формуле-1.